# Aminobacter
Aminobacter es un género de bacterias perteneciente a la familia de las Phyllobacteriaceae.
Las representantes del género Aminobacter son bacterias Gram-negativas que habitan los suelos.